# 卢布明
卢布明（德語：Lubmin）是德国梅克伦堡-前波美拉尼亚州的市镇，隶属于前波美拉尼亚-格赖夫斯瓦尔德县。总面积为13.84平方千米，截至2023年12月31日总人口为2,231人。